# Parti communiste espagnol
Pour les articles homonymes, voir Parti communiste d'Espagne (homonymie).
Ne doit pas être confondu avec Parti communiste d'Espagne.
Le Parti communiste espagnol était un parti politique espagnol fondé le 15 avril 1920 par des membres de la Fédération des jeunesses socialistes.

## Historique
Lors du Congrès extraordinaire du PSOE de 1919, les socialistes espagnols décident de reporter le vote concernant leur adhésion ou non à la IIIe Internationale créée par Vladimir Ilitch Lénine la même année.
Refusant la position hésitante du PSOE, la Fédération des jeunesses socialistes (l’organisation de jeunesse du parti) décide lors de son Ve Congrès, en décembre 1919, de se séparer du parti socialiste et d’adhérer à l’Internationale communiste. Devenue autonome, la Fédération des jeunesses socialistes se transforme le 15 avril 1920 en « Parti communiste espagnol ».
Le parti se dote d'une organisation de jeunesse : la Federación de Juventudes Comunistas (Fédération des Jeunesses communistes).
Parmi les fondateurs de ce nouveau parti, première organisation communiste à voir le jour en Espagne, figure Dolores Ibárruri, connue plus tard sous le nom de  La Pasionaria.
Le Parti communiste espagnol se dote d’un journal intitulé El Comunista, lequel prend la relève de Renovación (ancien organe officiel de la Fédération des Jeunesses socialistes).
Après la création du Parti communiste ouvrier espagnol (PCOE) par des dissidents du PSOE en avril 1921, l’Internationale communiste fait pression sur les communistes espagnols pour qu’ils se rassemblent au sein d’une seule et même structure.
Le 14 novembre 1921 le Parti communiste espagnol fusionne donc avec le PCOE pour former le « Parti communiste d'Espagne ».